# Beatriz Pagés Rebollar
María Beatriz Pagés Llergo Rebollar (Guadalajara, Jalisco; 25 de febrero de 1954) es una periodista y política mexicana, exmiembro del Partido Revolucionario Institucional y directora de la revista Siempre!.

## Biografía
Beatriz Pagés Rebollar es hija del periodista mexicano José Pagés Llergo, fundador y primer director de la revista Siempre!. Se ha desempeñado como reportera y conductora de programas informativos para Televisa, Canal 11, Multivisión y CNI Canal 40, y también como comentarista política para diversas estaciones de radio. Desde 1987 es la directora de la revista Siempre!
En 2005 se integró formalmente al equipo de campaña del candidato presidencial del PRI Roberto Madrazo. En 2006 fue elegida diputada federal plurinominal a la LX Legislatura del Congreso.
En 2019 Pagés anunció su renuncia al PRI, como resultado de las elecciones internas de ese partido. Ha apoyado a la coalición partidista Va por México, como oposición al gobierno de Morena, el que considera populista, autoritario y destructivo.